# Jeromeuh
 (août 2010).
Si vous disposez d'ouvrages ou d'articles de référence ou si vous connaissez des sites web de qualité traitant du thème abordé ici, merci de compléter l'article en donnant les références utiles à sa vérifiabilité et en les liant à la section « Notes et références ».
Jeromeuh, nom de plume de Mehdi Jérôme Leprieur Bejani, né le 17 février 1981, est un blogueur et auteur de bande dessinée français.

## Biographie
Jeromeuh est né d'un père kurde iranien et d'une mère française. Il découvre l’Europe et les États-Unis à dix-huit ans et enchaîne différents métiers : homme de ménage, barman… En 2007, il s’enthousiasme pour le monde des blogs BD et crée un blog pour y relater ses expériences personnelles.
Il participe à l'illustration des émissions de vulgarisation scientifique de la TSR et entretient son blog autobiographique humoristique, qui prend la forme d'une planche de dessins mensuelle.
Il dessine pour le fanzine Rien à Voir et a tenu une rubrique mensuelle dans le magazine Têtu. Il a participé aux livres Qu'est-ce qu'on mange ? et Wallstrip 2010 aux Éditions Onapratut. En tant qu'illustrateur, il a travaillé au magazine Okapi.

## Publications
- Les Petites Histoires viriles, Paris, Delcourt, 2011, 96 p. (ISBN 978-2-7560-2596-4)
- Les Gens normaux, Casterman, 2013
- Un garçon au poil, Jungle, 2014

## Expositions
- Paris, galerie Jamault, mars 2008, avec Cha et Pénélope Bagieu.